# Pierre Brassau
Pierre Brassau ist ein fiktiver französischer Kunstmaler, den der Journalist Åke „Dacke“ Axelsson im Jahre 1964 erfand.  Kunstwerke, die dieser Künstler nach Axelsson angeblich angefertigt hatte und die in einer Galerie ausgestellt wurden, waren  Pinseleien  des Schimpansen Peter aus dem schwedischen Zoo Borås Djurpark (Tierpark Borås). Dieser beabsichtigte journalistische Hoax erregte internationale Aufmerksamkeit.

## Der Hoax
Der schwedische Journalist der Zeitung Göteborgs-Tidningen Åke „Dacke“ Axelsson kam auf die Idee, eine Serie von Gemälden des Schimpansen als die eines unbekannten französischen Malers auszustellen. Dabei wollte er herausfinden, ob die Kritiker moderne Kunst und die Arbeit eines Affen unterscheiden können. In den Plan eingeweiht war auch der Maler und Galerist Yngve Funkegård, der Axelsson in seinem Vorhaben unterstützte.
Der eigentliche Maler war ein vierjähriger Gemeiner Schimpanse namens Peter aus dem schwedischen Zoo Borås Djurpark. Axelsson hatte Peters 17-jährigen Aufseher überredet, dem Schimpansen Pinsel und Farben zu geben. Nachdem Peter mehrere Bilder gemalt hatte, wählte Axelsson die besten vier aus und organisierte, dass sie in der Galerie Christinae in Göteborg ausgestellt wurden. Einige Kritiker lobten das Werk. Andere äußerten sich negativ und ein Kritiker meinte, „nur ein Affe könnte dies gemacht haben“. Rolf Anderberg von Göteborgs-Posten schrieb: „Brassau malt mit kräftigen Strichen, aber auch mit klarer Bestimmung. Seine Pinselstriche drehen sich mit wilder Wählerischkeit. Pierre ist ein Künstler, der mit der Zartheit eines Balletttänzers führt.“
Nach Enthüllung der wahren Herkunft der „Gemälde“ war Anderberg immer noch der Überzeugung, dass es sich um die besten Werke dieser Ausstellung gehandelt habe. Ein privater Sammler kaufte eines der Werke für 90 US-Dollar, was 695 US-Dollar im Jahre 2016 entspricht.
1969 wurde Peter in den Chester Zoo in England verlegt.